# USS New Uncle Sam

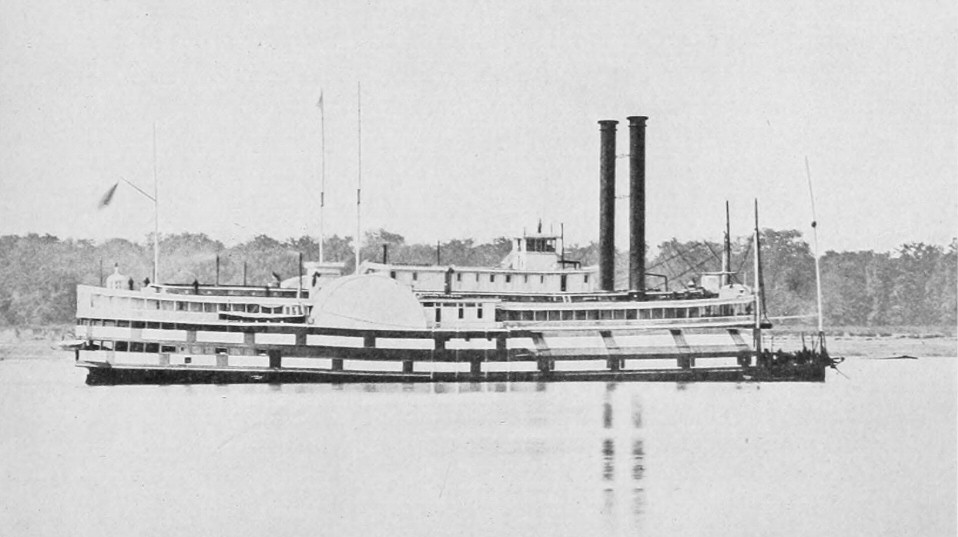
USS New Uncle Sam renombrado Black Hawk.

El USS New Uncle Sam era un "tinclad" adquirido por los Estados Unidos durante la Guerra de Secesión.

## Historia

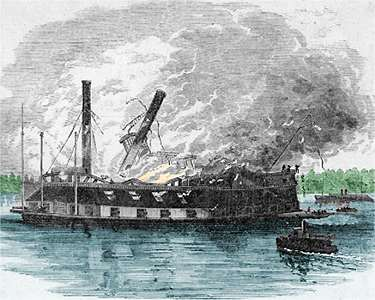
El Black Hawk se quema accidentalmente en Cairo (Illinois).

### Servicio y construcción
El New Uncle Sam, un vapor fluvial de rueda lateral, fue construido en 1848 como el Uncle Sam en New Albany, Indiana; comprado por la Armada en Cairo (Illinois), el 24 de noviembre de 1862 como New Uncle Sam; comisionado el 6 de diciembre de 1862, el teniente comandante K. R. Breese al mando; y rebautizado como Black Hawk el 13 de diciembre de 1862.
Durante la mayor parte de su servicio, el Black Hawk sirvió como buque insignia de los contralmirantes D. D. Porter y S. P. Lee, comandantes sucesivos del Escuadrón del Misisipi. Participó en las operaciones alrededor de Vicksburg, Mississippi (diciembre de 1862); captura de Fort Hindman (Arkansas) (11 de enero de 1863); ataque a Haines Bluff, Misisipi (29 de abril a 2 de mayo); asedio de Vicksburg (19 de mayo-4 de julio); y la Expedición al río Rojo (12 de marzo-29 de mayo de 1864). A partir de entonces, patrulló en el río Misisipi y sus afluentes. El 22 de abril de 1865 se quemó y hundió accidentalmente, a tres millas sobre Cairo. Su naufragio fue rescatado y vendido en St. Louis en abril de 1867.
- Datos: Q111737829